# Басенджі
Басéнджі — мисливський собака. Інші назви — соба́ка Занде, лісови́й соба́ка з Ко́нго, бо́нго-тер'є́р, ко́нго-тер'є́р, н'ям-н'ям-тер'є́р. Відомий також як «собака, що не гавкає».
Єдина порода собак, котра не гавкає. Дуже рідко собака цієї породи може видавати різноманітні звуки, що не тільки відповідають якійсь ситуації, але і її настрою: бурмотіння, сміх, фиркання, — трель (щось середнє між тірольським наспівом та здавленим сміхом).

## Історія
Басенджі одна з найдавніших порід. Тип цієї породи склався дуже давно. Перші сліди собак, подібних до Басенджі знайдені в єгипетських похованнях, яким понад шість тисяч років. Настінні зображення, барельєфи, статуетки, скриньки та інші предмети побуту і культу вироблені у вигляді собаки, подібної до Басенджі. При археологічних розкопках гробниць п'ятої династії єгипетських фараонів знайдені мумії Басенджі. В могилі поруч із саркофагом фараона Тутанхамона були знайдені забальзамовані, обгорнуті в дорогі тканини, просякнуті пахощами мумії Басенджі з ошийниками із дорогоцінного каміння. Дехто вважає, що для фараонів Басенджі були більше, ніж собаки для полювання, вони були «живими амулетами», які захищали від чорної магії й чаклунства. І сьогодні аборигени в Центральній Африці вважають, що «M'bwa m'kubwa M'bwa» («той що скаче уверх та вниз», місцева назва цієї породи) можуть захистити свого господаря, забрати негативну енергію.
Перших собак подібних до басенджі привозили з верхів'їв Нілу в подарунок фараонам Стародавнього Єгипту. Але не Єгипет є батьківщиною породи. Предки басенджі жили в племенах мисливців у джунглях Центральної Африки ще задовго до виникнення перших вогнищ цивілізації. На батьківщині породи, в Центральній Африці, лінія породи ніколи не переривалась — її продовжували цінувати за розум, швидкість, магічні властивості, мисливські здібності й мовчазність. Місцеві жителі широко використовують ці здібності у полюванні на дрібних тварин, для загону дичини в сітки, переслідування пораненого звіра, а також для полювання на очеретяних щурів — тварин, які важать приблизно стільки ж, скільки й басенджі. «Мовчання» собаки відіграє в такому полюванні величезне значення. Басенджі також застосовуються для супроводу мисливця у джунглях та для попередження його про наближення небезпечних тварин.
У 1895 році дослідники привезли пару таких собак в Англію. Але спроба познайомити «зовнішній» світ з цими істотами не вдалась, оскільки собаки погано перенесли багатомісячну подорож, захворіли та померли. Офіційний дебют породи відбувся в 1937 році на виставці Крафта, де Басенджі пройшли під екзотичними назвами: «Конго-тер'єр» і «Собака джунглів». В тому ж році їх побачила Америка. Після Другої світової війни Басенджі почали свій тріумфальний похід країнами Європи та Америки. Перш за все це пов'язано з їхніми виставковими успіхами: нечасто фінал «Best-in-show» обходиться без Басенджі.

## Стандарт породи
Походження: Центральна Африка.
Застосування: мисливська собака, компаньйон.
Класифікація FCI: Група 5. Лайки та примітивні типи. Секція 6. Примітивний тип. Без перевірки робочих якостей.
Загальний вигляд. Тварина з легкою тілобудовою, тонким кістяком, аристократичного вигляду, високонога, завжди врівноважена, уважна і розумна. Голова у зморшках зі стоячими вухами гордо посаджена на склепінчастій шиї. Глибокі груди з вираженим підривом, туго скручений хвіст — гармонійна, збалансована собака, граційна, як газель.
Ріст і вага. Ідеальна висота в холці: кобелі 43 см (17 дюймів), суки 40 см (16 дюймів). Довжина корпусу: кобелі 43 см (17 дюймів), суки 40 см (16 дюймів). Вага для кобелів 11 кг (24 фунти), для сук 9 кг (21 фунт).
Поведінка та характер. Собака не гавкає, але не безголоса, її особливий голос — поєднання звуків здавленого сміху та йодлю. Особлива своєю любов'ю до підтримання власної чистоти. Кмітлива, самостійна, віддана та пильна. Може бути недовірлива до сторонніх.
Голова. Витончена, на лобі проявляються численні зморшки, коли насторожена; зморшки з боків голови бажані, але не надмірні, що переходять у підвіс; зморшки вираженіші у цуценят, але не так явно у триколірних особин через відсутність напівтонів.
Важливі співвідношення. Морда дещо коротша черепної частини.
Черепна частина. Череп плаский, добре окреслений та в міру широкий, звужується до мочки носа. Бічні сторони черепної частини поступово звужуються до пащі, вилиці здаються пласкими. Перехід від чола до морди незначний.
Очі. Від темно-карих до чорно-коричневих, мигдалеподібні, косо поставлені. Краї повік темні.
Вуха. Невеликі, загострені, стоячі й дещо нахилені вперед, тонкої структури, кінці вух не наближені одне до одного, постава вух широка.
Мочка носа. Бажано чорна.
Щелепи й зуби. Щелепи сильні з правильним й повністю ножицеподібним прикусом, тобто верхні зуби щільно перекривають нижні та стоять перпендикулярно щелепам.
Шия. Міцна та довга, не товста, з вираженим зашийком і дещо наповнена в основі горла, з граційним вигином, що підкреслює зашийок. Добре посаджена у плечах, забезпечуючи голові гордовиту посадку.
Корпус. Пропорційний. Спина від холки до маклаків (маклаки — виступаючі (у деяких собак) тазостегнові кості майже коло основи хвоста) коротка, пряма. Поперек короткий. Глибока грудина. Ребра випуклі, глибокі й овальні. Пах підібраний.
Хвіст. Високо посаджений, туго закручений над хребтом і щільно прилягає до крупу одинарним або подвійним кільцем.
Передні кінцівки. Прямі з тонким кістяком. Помірно широка постава. Плечі косі, м'язисті, не завантажені. Лікті прилягають до грудей. При погляді спереду лікті направлені строго назад. Передпліччя дуже довгі. П'ястки довгі, прямі та гнучкі.
Задні кінцівки. Сильні, м'язисті. Коліна з помірно вираженими кутами. Гомілки довгі. Скакальні суглоби не зближені й не вивернуті. Плесна короткі.
Лапи. Невеликі, вузькі й компактні, з щільними подушечками й склепінчастими пальцями, можуть бути трішки повернуті всередину. Прибулі пальці зазвичай видаляють.
Рухи. Ноги виносяться прямо вперед швидкими, розгонистими кроками без зусиль.
Шерстний покрив. Шерсть коротка, гладка і щільна, дуже тонка. Шкіра дуже м'яка.
Масть. Червона; насичена чорна; триколор (насичено чорний с червоно — рудим підпалом, з плямами над очима, на морді та вилицях); тигрова (чорні смуги на червоно — рудому фоні). При всіх мастях — білі лапи, груди та кінчик хвоста. Білі ноги, відмітина на голові й ковнір не обов'язкові. Білий колір ніколи не повинен переважати над основним забарвленням. Окрас та відмітини повинні бути насиченого кольору, чіткі, добре сформовані, з чіткою межею між чорним та рудим у триколорів та смугами у тигрових.

## Галерея

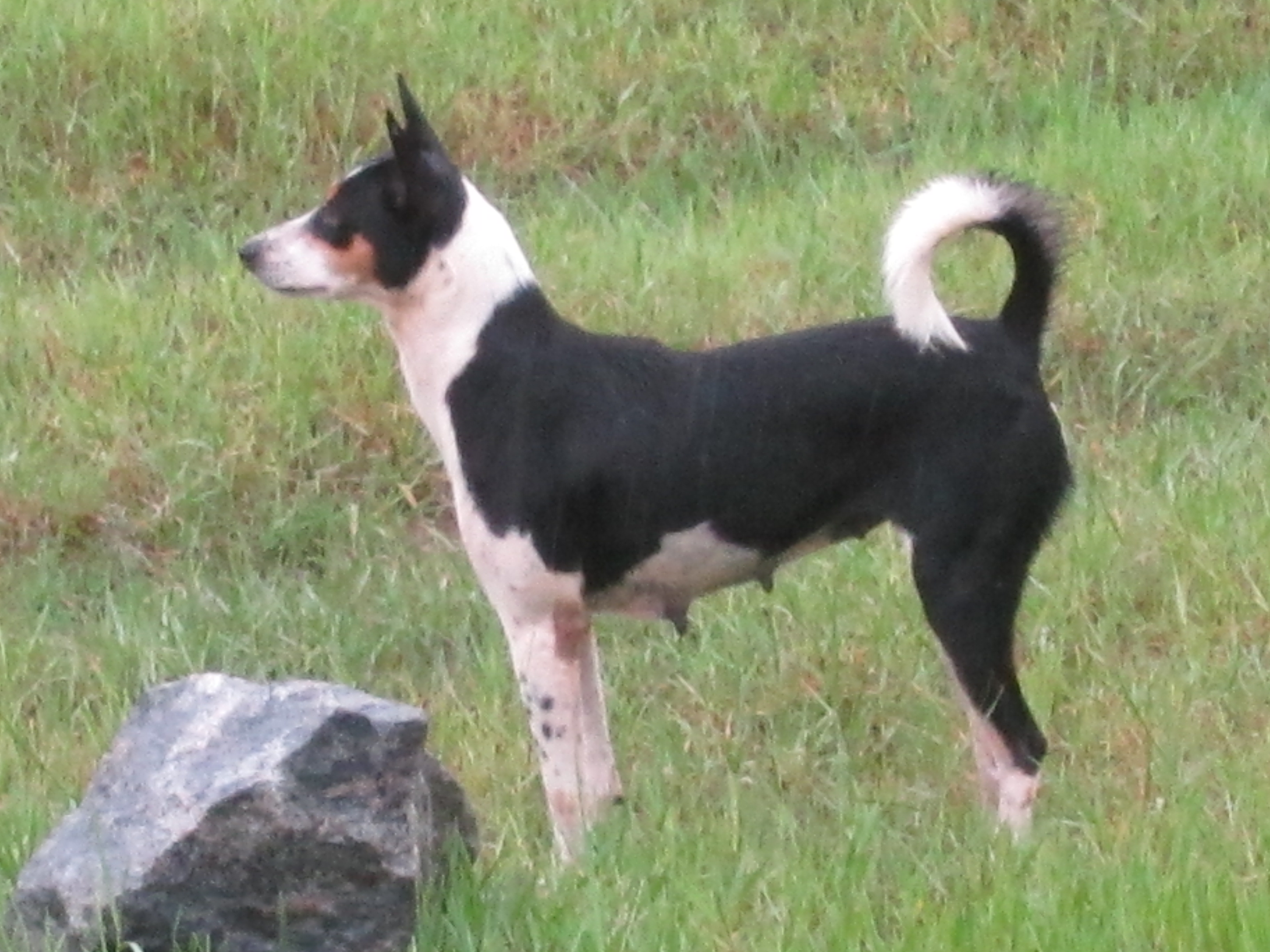
Триколірний Басенджі
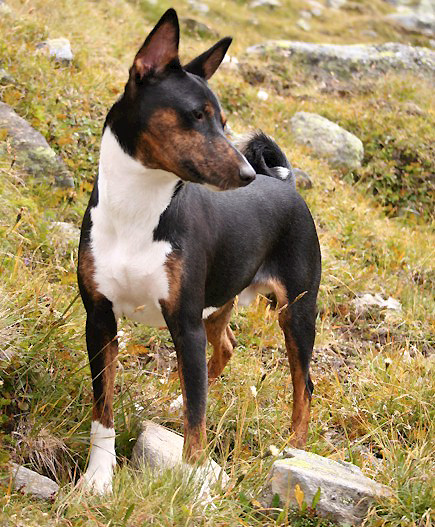
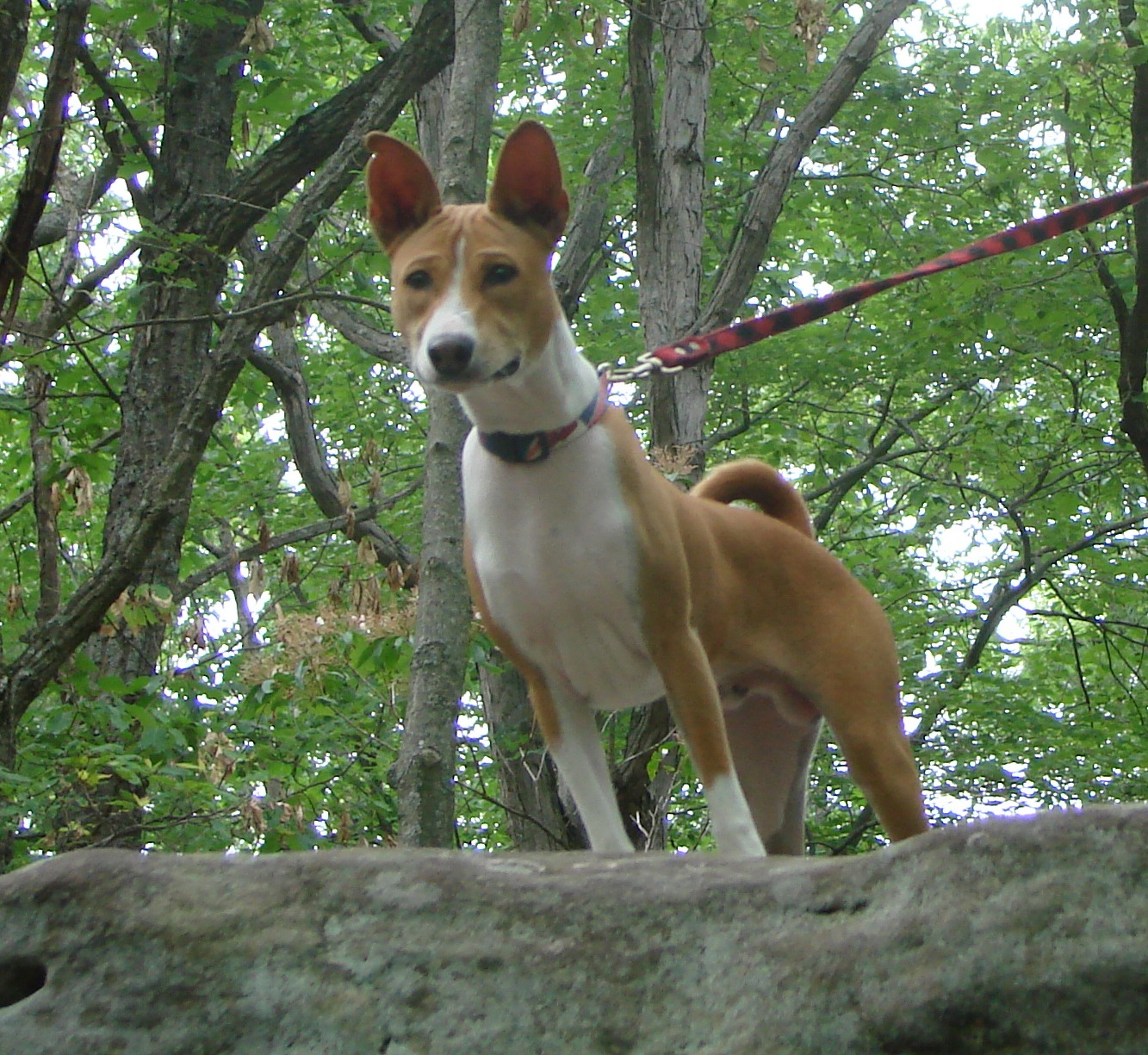
Видно характерні великі вуха.
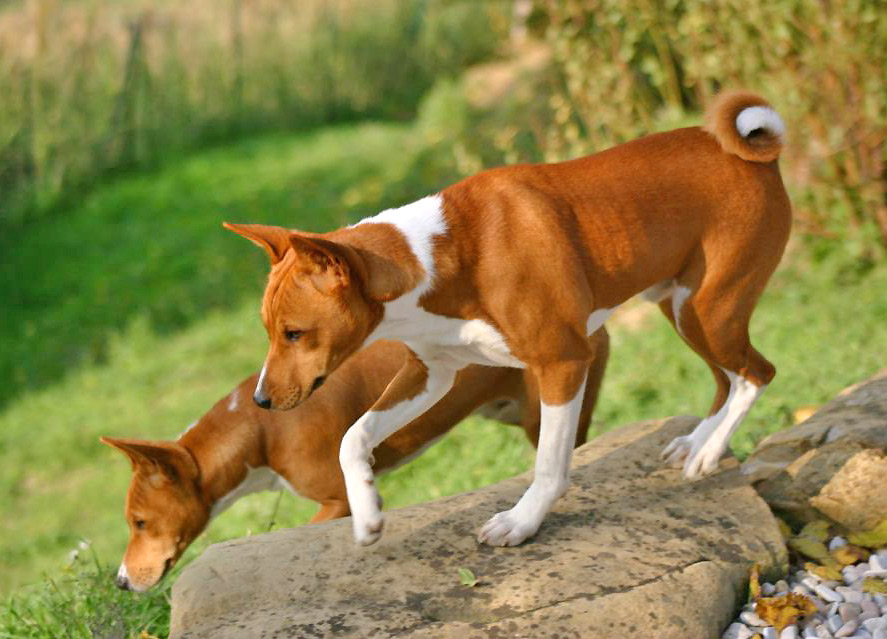
Пара яскраво-коричневих Басенджі